# لوله حمل و نقل خلیج
لوله حمل و نقل خلیج یا Transbay Tube یک تونل ریلی زیر آب است که چهار خط حمل و نقل سریع خلیج در خلیج سان فرانسیسکو بین شهرهای سان فرانسیسکو و اوکلند در کالیفرنیا از آن عبور می‌کند. این لوله به طول ۵/۵ کیلومتر (۵٫۸ کیلومتر) است؛ از جمله نزدیکترین ایستگاه‌ها (یکی از آنها زیرزمینی) است که طول آن حدود ۶ کیلومتر است (۱۰ کیلومتر). این عمق حداکثر ۱۳۵ فوت (۴۱ متر) زیر سطح دریا است.